# Лігроїн
Лігрої́н — суміш рідких вуглеводнів, яку отримують при прямій перегонці нафти або крекінгу нафтопродуктів (вихід 15-18 % від маси сировини).

## Етимологія
Слово «лігроїн» запозичене до української з французької мови. Походження французького ligroïne неясне, можливо, воно пов'язане з давньогрецьким λιγυρός («ясний», «чистий»). У сучасній французькій мові, рівно як і в більшості європейських мов, цю речовину звуть «нафтою» (фр. naphtha, англ. naphtha, італ. nafta, нім. Naphtha). Ці слова є похідними від латинської назви однієї з нафтових фракцій naphtha, запозиченої з давньогрецької νάφθα («нафта», «одна з нафтових фракцій»).

## Опис
Прозора жовтувата рідина. Раніше вироблялася головним чином як моторне паливо для тракторів. У зв'язку з переведенням тракторного парку на дизельні двигуни лігроїн як моторне паливо втратив своє значення.
Перша згадка про лігроїн належить до I століття н. е. Пліній Старший уживає щодо нього слово «naphtha». Його також використовували алхіміки для позначення різних рідин з низькою температурою кипіння.
Лігроїн слугував паливом для першого автомобіля Карла Бенца в подорожі, здійсненій його дружиною в рекламних цілях, у серпні 1888 року. Продавався в аптеках як засіб для чищення.

## Застосування
Основне застосування — як сировини для нафтохімічної промисловості, при виробництві олефінів у парових крекінг-установках. Також використовується для виробництва бензину як сама добавка, а також як сировина для виробництва високооктанових добавок. Лігроїн використовують як дизельне паливо або розчинник у лакофарбовій промисловості. Може застосовуватися як паливо для спеціальних ламп, для видалення жирних плям. Екстрагент лігроїну на основі газових конденсатів може бути використаний як наповнювач рідинних приладів, наприклад, манометрів.
При виробництві нафти використовується така класифікація:
- легкий лігроїн (англ. light naphtha) — лігроїн, який не містить олефінів;
- легкий прямогінний лігроїн (light virgin naphtha);
- важкий лігроїн (heavy naphtha);
- неочищений лігроїн (full range naphtha);
- лігроїн у широкому розумінні (naphtha open specification) — продукт з недостатньо визначеними характеристиками якості.

## Фізичні властивості
- Молекулярна маса — в діапазоні 100—215 г/моль;
- густина — в діапазоні 0,75—0,85 г/см3;
- температура кипіння — в діапазоні 120—240 °C;

## Види
Види лігроїну розрізнюються між собою:
- густиною;
- результатами аналізу на вміст парафіну, ізопарафінів, олефіну і ароматичних речовин;
- тиском насиченої пари за Рейдом;
- вмістом сірки;
- кількістю кисневмісних добавок і ртуті, які можуть впливати на хімічні установки.